# Pine Valley (Wisconsin)
Die Town of Pine Valley ist eine von 33 Towns im Clark County im US-amerikanischen Bundesstaat Wisconsin. Im Jahr 2010 hatte die Town of Pine Valley 1157 Einwohner.
Town hat in Wisconsin eine grundlegend andere Bedeutung, als im übrigen englischsprachigen Bereich. Vielmehr entspricht sie den in den anderen US-Bundesstaaten üblichen Townships, die nach dem County die nächstkleinere Verwaltungseinheit bilden.

## Geografie
Die Town of Pine Valley liegt im nordwestlichen Zentrum Wisconsins und wird vom Black River durchflossen, einem linken Nebenfluss des Mississippi. Die Town of Pine Valley umschließt fast völlig die Stadt Neillsville, ohne dass diese der Town angehört. Die vom Mississippi gebildete Grenze zu Minnesota befindet sich rund 100 km westlich der Town of Pine Valley.
Die Koordinaten der geografischen Mitte der Town of Pine Valley sind 44°33′13″ nördlicher Breite und 90°36′52″ westlicher Länge. Sie erstreckt sich über eine Fläche von 86,8 km². 
Die Town of Pine Valley liegt im Süden des Clark County und grenzt an folgende Nachbartowns:
| Town of Seif     | Town of Weston                              | Town of York     |
| Town of Hewett   | Kompassrose, die auf Nachbargemeinden zeigt | Town of Grant    |
| Town of Dewhurst | Town of Levis                               | Town of Washburn |

## Verkehr
Der U.S. Highway 10 verläuft in West-Ost-Richtung durch die Town of Pine Valley. Der von Nord nach Süd führende Wisconsin State Highway 73 kreuzt den US 10 in Neillsville. Daneben verlaufen noch die County Highway G und B durch die Town. Alle weiteren Straßen sind untergeordnete Landstraßen oder teils unbefestigte Fahrwege.
Mit dem Neillsville Municipal Airport befindet sich rund 10 km östlich ein kleiner Flugplatz. Die nächsten Verkehrsflughäfen sind der Central Wisconsin Airport in Wausau (rund 100 km östlich) und der Chippewa Valley Regional Airport in Eau Claire (rund 90 km westnordwestlich).

## Bevölkerung
Nach der Volkszählung im Jahr 2010 lebten in der Town of Pine Valley 1157 Menschen in 461 Haushalten. Die Bevölkerungsdichte betrug 13,3 Einwohner pro Quadratkilometer. In den 461 Haushalten lebten statistisch je 2,51 Personen. 
Ethnisch betrachtet setzte sich die Bevölkerung zusammen aus 96,3 Prozent Weißen, 0,2 Prozent Afroamerikanern, 1,2 Prozent amerikanischen Ureinwohnern, 0,5 Prozent Asiaten, 0,1 Prozent (eine Person) Polynesiern sowie 0,6 Prozent aus anderen ethnischen Gruppen; 1,1 Prozent stammten von zwei oder mehr Ethnien ab. Unabhängig von der ethnischen Zugehörigkeit waren 1,5 Prozent der Bevölkerung spanischer oder lateinamerikanischer Abstammung. 
22,3 Prozent der Bevölkerung waren unter 18 Jahre alt, 60,5 Prozent waren zwischen 18 und 64 und 17,2 Prozent waren 65 Jahre oder älter. 47,1 Prozent der Bevölkerung war weiblich.
Das mittlere jährliche Einkommen eines Haushalts lag bei 50.188 USD. Das Pro-Kopf-Einkommen betrug 25.773 USD. 5,7 Prozent der Einwohner lebten unterhalb der Armutsgrenze.

## Ortschaften in der Town of Pine Valley
Auf dem Gebiet der Town of Pine Valley liegt neben Streubesiedlung noch die gemeindefreie Siedlung Sidney.